# Balongmacekan
Balongmacekan is een bestuurslaag in het regentschap Sidoarjo van de provincie Oost-Java, Indonesië. Balongmacekan telt 2510 inwoners (volkstelling 2010).